# Takrin
Takrin je centralno delujući acetilholinesterazni inhibitor i indirektni holinergički agonist (parasimpatomimetik). On je bio prvi centralno delujući inhibitor holinesteraze odobren za tretman Alchajmerove bolesti, i bio je u prodaji pod imenom Cognex. Takrin takođe deluje kao inhibitor histaminske N-metiltransferaze.

## Klinička upotreba
Takrin je bio prototipični holinesterazni inhibitor za tretman Alchajmerove bolesti. Utvrđeno je da on ima pozitivan uticaj na kogniciju.

## Spoljašnje veze
- [http://www.ebi.ac.uk/pdbe-srv/PDBeXplore/ligand/?ligand=THA

|  | Molimo Vas, obratite pažnju na važno upozorenje u vezi sa temama iz oblasti medicine (zdravlja). |